# Sistar
Sistar (stilizat ca SISTAR) a fost o formație de fete sud-coreene înființată în 2010 de Starship Entertainment. Era constituită din patru membre: Hyolyn, Bora, Soyou și Dasom. Primul album de studio, So Cool, a fost lansat pe 9 august 2011. Cel de-al doilea album, Give It to Me, a fost lansat la 11 iunie 2013.
Cele mai mari hituri ale formației includ „So Cool”, „Alone”, „Touch My Body”, „Loving U” și „Give It to Me”. Cel de-al patrulea single, „So Cool”, a debutat pe prima poziție la Billboard Korea K-Pop Hot 100 single.
Formația s-a destrămânat în 2017 după 7 ani de activitate.

## Discografie
- So Cool (2011)
- Give It to Me (2013)